# Carl A. Brasseaux
Carl Anthony Brasseaux, né le 19 août 1951 à Opelousas, est un historien cadien.

## Biographie
Carl A. Brasseaux est titulaire d'un doctorat de 3e cycle en anglais de l'université Paris-Diderot, obtenu en 1982.

## Publications
- The founding of New Acadia : reconstruction and transformation of Acadian society in Louisiana, 1765-1865, Paris, 1982, 3 vol. (521-26 f.)

thèse de doctorat - [Th. 3e cycle : Angl. : Paris 7 : 1982]